# Jakob Maximilian von Thun und Hohenstein
Jakob Maximilian Graf von Thun und Hohenstein (* 23. Juli 1681; † 26. Juli 1741 in Straßburg) war Bischof von Gurk.

## Leben
Jakob Maximilian Graf von Thun und Hohenstein wurde als Sohn des Georg Virgil Graf von Thun und Hohenstein und der Gräfin Justina Margarethe Trapp zu Mätsch geboren, seine Familie stammte aus Südtirol. In jungen Jahren kam er an den fürstlichen Hof nach Salzburg, wo sein Onkel Johann Ernst Graf von Thun und Hohenstein als Fürsterzbischof regierte. Auf dessen Empfehlung studierte er von 1697 bis 1699 am Collegium Germanicum in Rom. 1699 erhielt er ein Kanonikat in Salzburg, 1704 zusätzlich eines in Passau. Ein Jahr zuvor wurde er zum wirklichen Kapitular mit Sitz und Stimme befördert. 1707 wurde er Hofkammerpräsident.

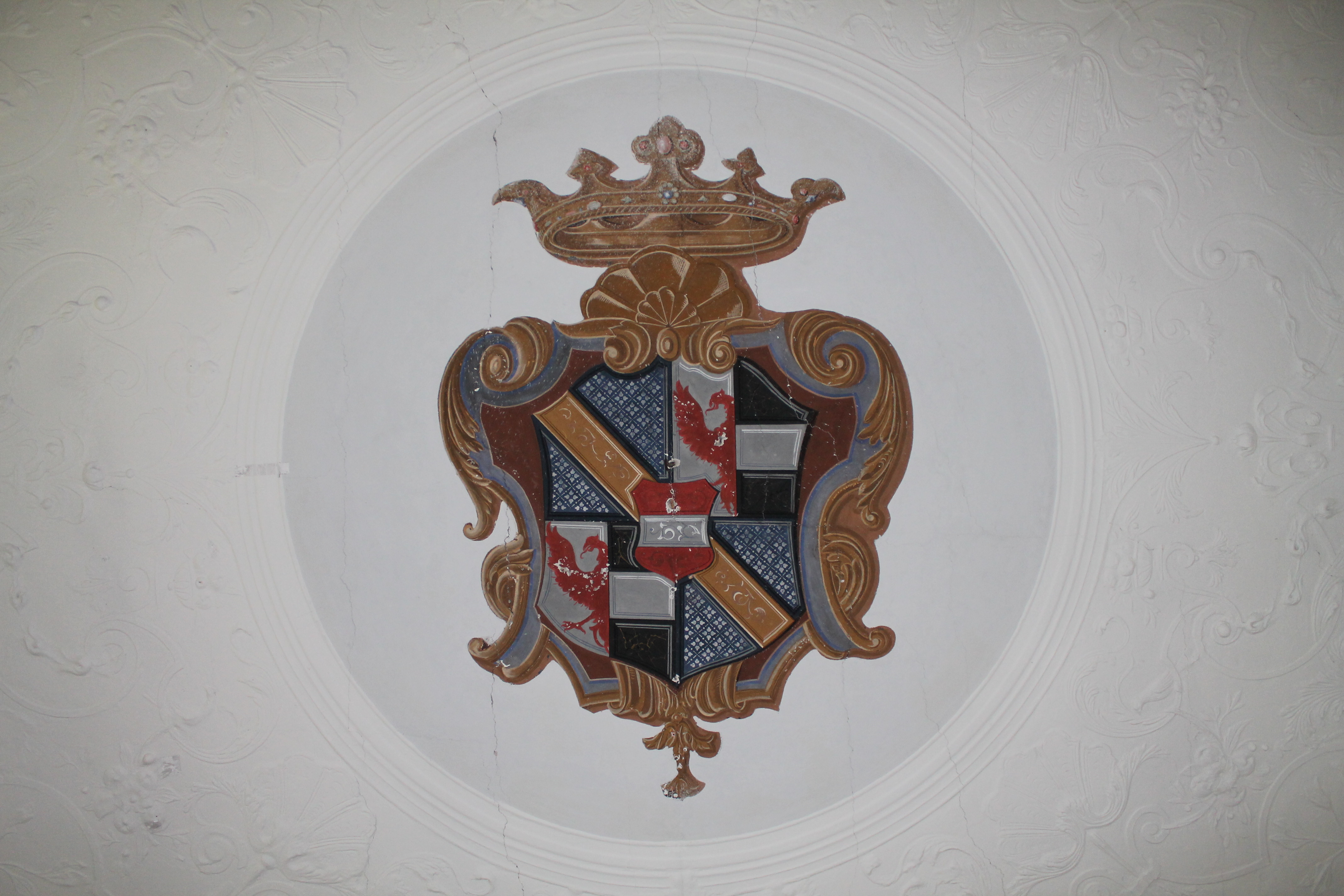
Josef Ferdinand Fromiller (Werkstatt), Wappen von Jakob Maximilian von Thun an der Decke des Kaiserzimmers auf Schloss Grades, ca. 1720.

1709 wurde er vom neuen Salzburger Erzbischof Harrach zum Bischof von Gurk ernannt, seine Konfirmation erfolgte am 22. September nach dem Dispens vom erforderlichen kanonischen Alter durch Papst Clemens XI. Erst am 31. August 1711 fand seine Installation im Gurker Dom statt.
Im Gegensatz zu seinen Vorgängern blieb das Wirken Bischofs Jakob Maximilian Graf von Thun und Hohenstein auf seine Diözese beschränkt. Mit Vorliebe residierte er auf dem von ihm erworbenen Anwesen in Mayerhofen (Gemeinde Friesach), aber auch in Grades und Zwischenwässern. Da Mayerhofen zur Erzdiözese Salzburg gehörte, bemühte sich Thun und Hohenstein um dessen Einverleibung, um nicht außerhalb seiner Diözese residieren zu müssen. Nach einem langen Prozess wurde ein Eventualvertrag mit Salzburg ausverhandelt, in welchem St. Salvator der Gurker Diözese überlassen würde, als Gegenleistung würde Gurk auf die Pfarre St. Johann in Marburg verzichten. Der Vertrag wurde jedoch nie erfüllt und blieb in Schwebe, handelte dem Bischof jedoch sehr viel Verdruss ein.

Grabstätte von Bischof Thun-Hohenstein

1724 leitete Thun und Hohenstein einen Anlauf zur Heiligsprechung der seligen Hemma von Gurk ein, das Vorhaben verlief jedoch im Sand und Hemma wurde erst im Jahre 1939 heiliggesprochen.
Thun und Hohenstein war sehr gewissenhaft bei der Durchführung kirchlicher Verordnungen. So wurden Gläubige, die nicht rechtzeitig einen Seelsorger zu Kranken riefen, zu einer Geldstrafe verurteilt, für Mütter von unehelichen Kindern wurde die Prechelstrafe (Schandgeige) verordnet. Dafür erntete er bei seinen Gläubigen und bei der Landesregierung heftigen Protest.
Der Bischof trat auch als bedeutender Kunstmäzen hervor und erteilte dem Barockmaler Paul Troger zahlreiche Aufträge für Gurk und Straßburg. In seinem Auftrag erhielt Schloss Grades einen Großteil seiner barocken Ausstattung. Er beauftragte unter anderem auch den Maler Josef Ferdinand Fromiller sowie den Stuckateur Kilian Pittner mit der Gestaltung der Prunkräume.
Da sich der Gesundheitszustand des Bischofs zunehmend verschlechterte und er an Gedächtnisschwund litt, wurde ihm 1740 der Bischof von Laibach als Administrator zur Seite gestellt. Nach mehr als dreißigjähriger Regierung verstarb Bischof Jakob Maximilian Graf von Thun und Hohenstein auf dem bischöflichen Schloss in Straßburg. Er wurde in der Maria-Elend-Kapelle in der Straßburger Stadtpfarrkirche St. Nikolai beigesetzt, die er schon zu Lebzeiten errichten ließ.